# 鳞状细胞癌抗原-1
鳞状细胞癌抗原-1（缩写SCCA-1、SCCA1，也称为肿瘤相关抗TA4、丝氨酸蛋白酶抑制剂家族B亚家族成员3，缩写SERPINB3）是一个人类18号染色体上的基因，编码一种丝氨酸蛋白酶抑制剂蛋白，是鳞状细胞癌的肿瘤标志物。